# Изюмов, Юрий Петрович
Юрий Петро́вич Изю́мов (4 декабря 1932, Москва — 8 февраля 2021, Москва) — советский и российский журналист и редактор, общественный деятель. Помощник первого секретаря МГК КПСС, члена Политбюро ЦК КПСС В. В. Гришина (1970–1980). Первый заместитель главного редактора «Литературной газеты» (1980–1990). Депутат Моссовета 4-х созывов. Кавалер ордена Ленина и др. Заслуженный работник культуры РСФСР.

## Биография
Отец — Изюмов Петр Семенович, уроженец села Вязовка Волгоградской области, проектировщик железных дорог, автор проектов первого участка БАМа, во время войны — спецтрасс к Ленинграду, Сталинграду, нефтяным месторождениям Башкирии, Грозного. Мать — Изюмова (Касаткина) Валентина Николаевна, уроженка села Мещерское Московской области, детский врач.
В 1950 году окончил среднюю школу (с медалью), в 1955 году – факультет журналистики МГУ (с отличием). В 1960 году вступил в КПСС.
Работал в газете «Ленинская правда» (Петрозаводск), был заведующим отделом и заместителем главного редактора газеты «Московский комсомолец» (1957—1961), заместителем главного редактора газеты «Пионерская правда» (1961–1963), членом редколлегии журнала «Молодой коммунист» (1963–1966), заместителем главного редактора газеты «Вечерняя Москва» (1966–1970). С 1970 года работал помощником по идеологии и культуре первого секретаря Московского городского комитета КПСС В. В. Гришина.

С 1980 по 1990 год – первый заместитель главного редактора «Литературной газеты». В своих воспоминаниях Изюмов писал:
В 1980 году в «Литературной газете» произошла какая-то неблаговидная история с первым замом главного редактора Виталием Александровичем Сырокомским. Образовавшуюся вакансию довольно долго не могли заполнить: кандидат, кроме Чаковского, должен был подходить руководству Союза писателей СССР, отделам культуры и пропаганды ЦК КПСС и не вызывать возражений у других компетентных органов и организаций.
Почему выбор пал на меня – не ведаю. Но случилось именно так. Секретарь ЦК КПСС по идеологии Михаил Васильевич Зимянин пришел к В. В. Гришину и попросил отпустить его помощника в «Литгазету». При всем уважении, каким пользовался в ЦК Виктор Васильевич, случай неординарный.
Этим и объяснил Виктор Васильевич свое согласие, сказав, что расставаться со мной ему не хочется.

– Но когда приходит секретарь ЦК с такой просьбой, как ему откажешь?
С 1990 года – главный редактор газеты «Гласность». В 1991 году вступил в КПРФ. 
С 1999 по 2007 год – главный редактор газеты «Досье. История и современность», затем — интернет-газеты «Досье».
Член Союза журналистов Москвы.
Инициатор проведения в 1992 году восстановительного съезда КПСС, впоследствии секретарь Совета СКП-КПСС, член партии РОТ ФРОНТ.
Член правления фонда «Мавзолей В. И. Ленина» (зарегистрирован в 1993), вице-президент правления ветеранской организации «Выдающиеся полководцы и флотоводцы Отечества». Председатель Комитета памяти Сталина (учрежден в 2012).
В 1954 году женился на однокурснице Добрыниной Нонне Аристарховне (Изюмовой). Дочь, внук и внучка, правнук.

## Награды
- Орден Ленина
- Орден Октябрьской Революции
- Орден Трудового Красного Знамени
- Орден Дружбы народов
- Орден «Знак Почёта»
- Орден Дружбы (КНДР)[13]
- Грамота Президента РФ[2]